# Греховка (деревня)
Греховка (баш. Греховка) — упразднённая в 2005 году деревня в Дуванском районе Республики Башкортостан. Входила на момент упразднения в Дуванский сельсовет (Дуванский район) (ранее входила в Калмашевский сельсовет).

## География
Находится на левом берегу реки Юрюзани.

## История
Упразднена в 2005 году.
Закон Республики Башкортостан от 20 июля 2005 года № 211-з «О внесении изменений в административно-территориальное устройство Республики Башкортостан в связи с образованием, объединением, упразднением и изменением статуса населённых пунктов, переносом административных центров»  гласил:

ст.1

4. Упразднить следующие населенные пункты:

18) в Дуванском районе:

а) поселок Бикташевский Улькундинского сельсовета;

б) деревню Греховка Калмашевского сельсовета